# Resolución 1567 del Consejo de Seguridad de las Naciones Unidas
La resolución 1567 del Consejo de Seguridad de las Naciones Unidas, aprobada por unanimidad el 14 de octubre de 2004, después de reafirmar las resoluciones 808 (1993), 827 (1993), 1166 (1998), 1329 (2000), 1411 (2002), 1481 (2003), 1503 (2003) y 1534 (2004), y examinar las candidaturas para los cargos de magistrados del Tribunal Penal Internacional para la ex Yugoslavia recibidas por el Secretario General Kofi Annan, el Consejo estableció una lista de candidatos en concordancia al artículo 13 del Estatuto del Tribunal Internacional para consideración de la Asamblea General.
La lista de los 22 candidatos propuesta por Kofi Annan fue la siguiente:
- Carmel A. Agius (Malta)
- Jean-Claude Antonetti (Francia)
- Iain Bonomy (Reino Unido)
- Liu Daqun (China)
- Mohamed Amin El-Abbassi El Mahdi (Egipto)
- Elhagi Abdulkader Emberesh (Libia)
- Rigoberto Espinal Irias (Honduras)
- O-Gon Kwon (Corea del Sur)
- Theodor Meron (Estados Unidos)
- Bakone Melema Moloto (Sudáfrica)
- Prisca Matimba Nyambe (Zambia)
- Alphonsus Martinus Maria Orie (Países Bajos)
- Kevin Horace Parker (Australia)
- Fausto Pocar (Italia)
- Yenyi Olungu (República Democrática del Congo)
- Sharada Prasad Pandit (Nepal)
- Vonimbolana Rasoazanany (Madagascar)
- Patrick Lipton Robinson (Jamaica)
- Wolfgang Schomburg (Alemania)
- Mohamed Shahabuddeen (Guyana)
- Christine Van den Wyngaert (Bélgica)
- Volodymyr A. Vassylenko (Ucrania)